# هدر ریچاردز
هدر ریچاردز (انگلیسی: Heather Richards؛ زادهٔ ۱۶ فوریهٔ ۱۹۹۴) بازیکن فوتبال اهل بریتانیا است.
وی همچنین در تیم ملی فوتبال زنان اسکاتلند بازی کرده‌است.